# Eiche Kapellenbrink 10 (Groß-Buchholz)
Die Eiche Kapellenbrink 10 (Groß-Buchholz) an der Straße Kapellenbrink im alten Dorf von Groß-Buchholz, dem heutigen hannoverschen Stadtteil Groß-Buchholz, wurde am 13. März 1986 zum Naturdenkmal erklärt und wird unter der Nummer ND-H 231 (früher ND-H 23) geführt. Der Baum ist nach der Art eine Stieleiche (Quercus robur). Er steht am Rande einer alten Hofanlage, des Vollmeierhofes Nr. 8 von Groß-Buchholz, mit mehreren Fachwerkhäusern, so dem Haupthaus von 1711 und einer Durchfahrtscheune von 1764, die um 1920 der Architekt Ferdinand Möller als Wohnsitz gekauft hatte. Der Baum wurde von der Stadt Hannover in den 2010er Jahren schon mehrfach beschnitten, da nicht nur Zweige, sondern ganze Äste vertrocknet waren. Der Rückschnitt ist auch für Nichtfachleute deutlich zu erkennen, insbesondere wenn der Baum unbelaubt ist. Die Wurzeln der Eiche sind etwa zur Hälfte durch die Asphaltdecke der Straße bedeckt. Ein neben dem Baum angebrachtes Schild der Stadt Hannover zur Information enthält Daten über den Baum auf dem Stand von der Mitte der 1980er Jahre. Das Schild ist teilweise noch lesbar.
Die erste Unterschutzstellung erfolgte durch die Stadt Hannover als zu dieser Zeit für Naturschutz zuständiger Behörde. Die Aufgaben der unteren Naturschutzbehörde hat inzwischen die Region Hannover übernommen. Sie legte 2010 in einer Sammelverordnung die Naturdenkmale in ihrem Gebiet neu fest und begründete die Unterschutzstellung für diesen Baum mit dieser Beschreibung:
Schön gewachsene, alte Eiche (Hofbaum), die den dörflichen Charakter des Kapellenbrinks betont und ihre Umgebung in besonderer Weise prägt.
und nannte als Schutzzweck
Der Baum ist besonders schön und ein Zeugnis der dörflichen Vergangenheit von Groß-Buchholz.
Wenige Meter weiter südlich ist eine andere Eiche als Naturdenkmal (Eiche Kapellenbrink 22 (Groß-Buchholz) ND-H 233) ausgewiesen. Ein weiteres Naturdenkmal im alten Dorf ist die Rotbuche Groß-Buchholzer-Kirchweg 66 (ND-H 232).